# Кнабеншісен

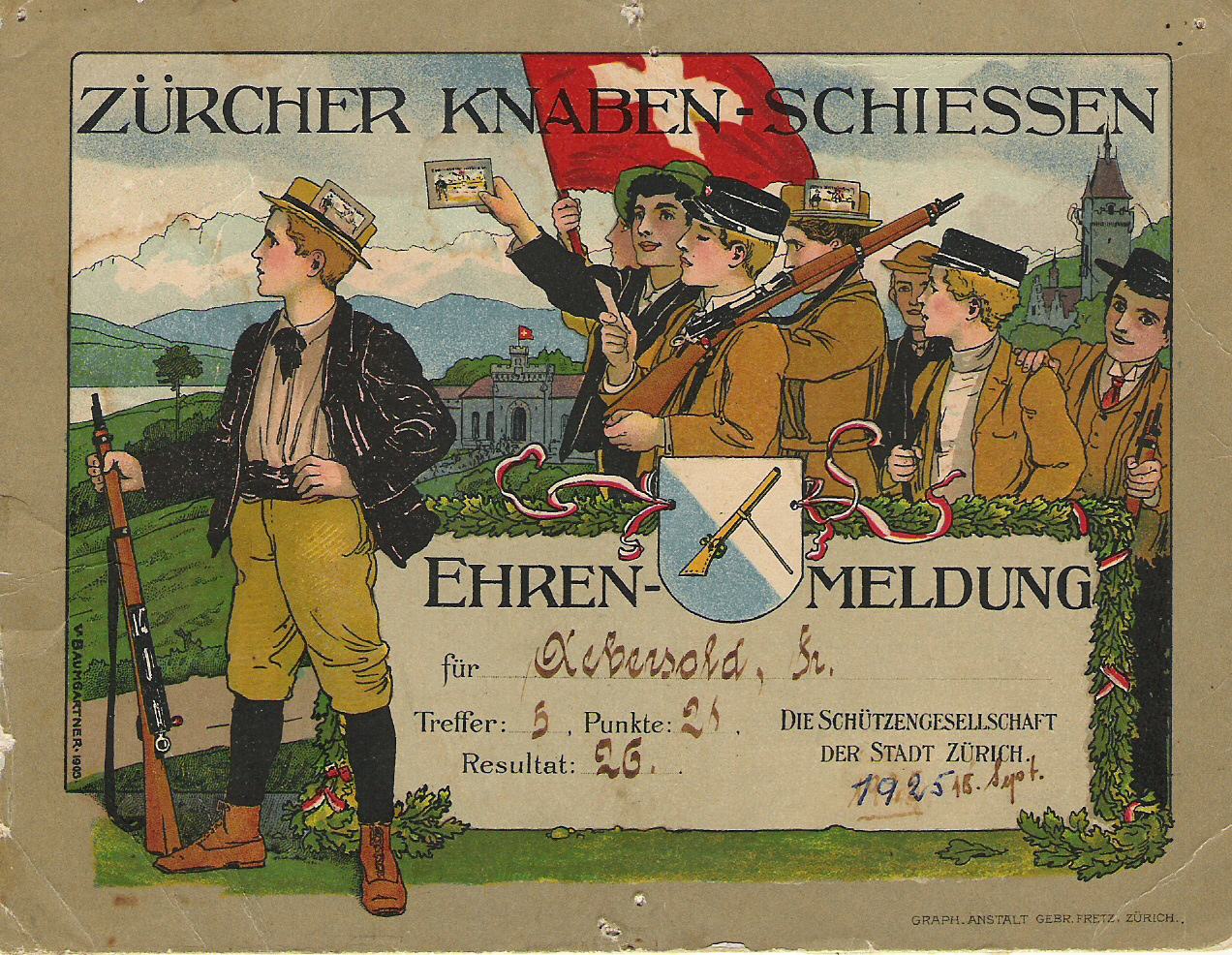
Заклик взяти участь у змаганнях, 1925 рік

Кнабеншісен (нім. Knabenschiessen) — традиційний фестиваль, який припадає на другі вихідні вересня, тобто на вихідні перед молитовним днем в Цюриху та проходить на стрільбищі Албісґютлі з суботи до понеділка.

## Правила
Перші змагання Кнабеншісен у їхньому сучасному вигляді відбулись 1899 року. Близько 5000 хлопчиків віком від 13 до 17 років змагалися за звання найкращого стрільця (нім. Shützenkönig). З 1991 року у змаганнях беруть участь і дівчата (звання найкращої стрільчині було оголошене в 1997, 2004, 2011, 2012 і 2014 роках). До участі в змаганнях допускають всіх юнаків, що мешкають або навчаються, або один з батьків яких мешкає в кантоні Цюрих. Внесок учасника змагань становить дванадцять швейцарських франків, за які він отримує набої та смажену ковбаску.
Змагання проходять починаючи з Суботи і до Понеділка. Учасники роблять 5 пострілів зі стандартного автомата Швейцарської армії, Sturmgewehr 90, по мішенях на 6 ділень. За кожне влучення в мішень нараховують один додатковий бал. Учасники, що набрали не менше 28 балів отримують приз. Якщо декілька учасників отримали 34 або 35 очок, то переможця серед них визначать фінальні змагання у Понеділок. Переможець змагань отримує грошову винагороду; призери отримують сувеніри.
Понеділок, що припадає на останній день Кнабеншісен, в місті Цюрих є не офіційним коротким робочим днем. Підприємства, школи, інші заклади, зазвичай припиняють роботу о першій дня.